# گروسبورگودل
گروسبورگودل (به آلمانی: Großburgwedel) یک منطقهٔ مسکونی در آلمان است که در بورگودل واقع شده‌است. گروسبورگودل ۹٬۵۹۴ نفر جمعیت دارد.